# تد پست
تد پست (انگلیسی: Ted Post؛ ۳۱ مارس ۱۹۱۸ – ۲۰ اوت ۲۰۱۳) یک کارگردان سینما و تلویزیون اهل ایالات متحده آمریکا بود.

## زندگی‌نامه
او از بهترین کارگردانان فنی و فیلمسازان زبردستی بود که در تلویزیون فعالیت داشت و بسیاری از قسمت‌های مختلف مجموعه‌های تلویزیونی را کارگردانی نمود کخ «روزهای زندگی» از معروفترین آنها به شما می‌رود. تد پست سرانجام به وسیله کلینت ایستوود از تلویزیون به سینما می‌آید و فیلم «طناب اعدام» را می‌سازد

## بخشی از فیلم‌شناسی

### سینمایی
- محکم دارشان بزن (در تهران: طناب اعدام، ۱۹۶۷)
- در زیر سیاره میمون‌ها (در تهران: بازگشت به سیاره وحشی‌ها، ۱۹۷۰)
- نیروی مگنوم (در تهران: ضریب مرگ، ۱۹۷۳)
- ویفز (۱۹۷۵)
- مردان خوب مشکی می‌پوشند (۱۹۷۷)
- باغ دکتر کوک
- افسانه تام دولی (۱۹۵۹)
- نوزاد (۱۹۷۳)

### تلویزیونی
- روهاید
- محله پیتون
- فراری‌ها (از مجموعه "دود اسلحه")